# Kreditgewinnabgabe
Die Kreditgewinnabgabe war eine öffentlich-rechtliche Abgabe, die in der Bundesrepublik Deutschland aufgrund des Lastenausgleichsgesetzes vom 14. August 1952 erhoben wurde.
Die Kreditgewinnabgabe wurde von den Gewinnen erhoben, die in gewerblichen Betrieben durch die Abwertung von Verbindlichkeiten im Rahmen der Währungsreform von 1948 entstanden. Bemessungsgrundlage war der Saldo aus dem durch die Abwertung der Verbindlichkeiten entstandenen Gewinns und dem durch die Abwertung des Geldvermögens und der Forderungen entstandenen Verlusts.
Davon konnten noch die in der Zeit vom 1. Januar 1945 bis zum 20. Juni 1948 nach dem Einkommensteuerrecht festgestellten Verluste abgezogen werden. Außerdem waren in der Zeit vom 1. Januar 1940 bis zum 20. Juni 1948 entstandene Vermögensverluste (bereinigt um Entnahmen und Einlagen) quotal absetzbar.
Der so, nach Abzug eines Freibetrags von 1 000 DM, errechnete Gewinnsaldo war die Abgabeschuld. Diese war ab 1. Juli 1948 mit jährlich 4 % zu verzinsen und ab 1. Juli 1952 mit jährlich 3 % zuzüglich der ersparten Zinsen in vierteljährlichen Raten zu tilgen.